# Nieuw Azerbeidzjaanse Partij
De Nieuw Azerbeidzjaanse Partij (Azerbeidzjaans: Yeni Azərbaycan Partiyası, YAP) is de regeringspartij van Azerbeidzjan, die sinds 1993 ononderbroken aan de macht is. De partij werd in 1992 opgericht.

## Geschiedenis
De YAP werd op 21 november 1992 opgericht en is voortgekomen uit een vleugel van de in 1991 opgeheven Azerbeidzjaanse Communistische Partij (AKP). Hejdar Alijev, een voormalige eerste secretaris van communistische partij, was de oprichter van de YAP en hij werd bij de presidentsverkiezingen van 1993 de grote winnaar. Hij zou uiteindelijk tot 2003 aan de macht blijven, waarna hij in dat ambt werd opgevolgd door zijn zoon Ilham Alijev (die sinds 2001 overigens ook leiding geeft aan de YAP en) die nog altijd (2022) aan de macht is. Bij de parlementsverkiezingen van 1995 werd de YAP de grootste partij; sinds de daaropvolgende parlementsverkiezingen beschikt de YAP over een comfortabele meerderheid in de Nationale Vergadering (Milli Mejlis).
In maart 2021, tijdens het zevende partijcongres sloten enkele kleinere partijen zich aan bij de YAP.

## Ideologie
De YAP is een nationalistische, seculiere en Europsceptische politieke partij. Daarnaast staat de partij voor economisch liberalisme en een sociale markteconomie.

## Aansluiting bij internationale organisaties

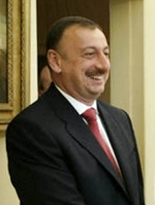
President Aliyev van Azerbeidzjan

De Nieuw Azerbeidzjaanse Partij is aangesloten bij de Internationale Conferentie van Aziatische Politieke Partijen (ICAPP) en heeft een waarnemende status binnen de Centrumdemocratische Internationale.
Verder werkt de YAP nauw samen met de partijen Verenigd Rusland van president Vladimir Poetin, de AK-Partij van de Turkse president Erdoğan en de Democratische Volkspartij van Tadzjikistan.

## Verkiezingsresultaten
| Zetelverdeling Nat. Vergadering | Zetelverdeling Nat. Vergadering | Zetelverdeling Nat. Vergadering | Zetelverdeling Nat. Vergadering |
| Jaar                            | %                               | Zetels                          | Totaal                          |
| ------------------------------- | ------------------------------- | ------------------------------- | ------------------------------- |
| 1995-1996                       | 62,7                            | 53                              | 125                             |
| 2000-2001                       | 62,3                            | 78                              | 125                             |
| 2005                            | -                               | 63                              | 125                             |
| 2010                            | 45,8                            | 71                              | 125                             |
| 2015                            | -                               | 72                              | 125                             |
| 2020                            | -                               | 70                              | 125                             |